# Néphoscope
Le néphoscope (grec ancien : nuage et observation) est un instrument d'observation visuelle de la direction du mouvement des nuages et de mesure de leur vitesse angulaire. Cet appareil météorologique a été nommé en 1864 par P. Carl Braun pour faciliter l'observation de la marche des nuages et des courants atmosphériques en altitude où le vent ne correspond pas à celui de l’anémomètre au sol.

## Histoire
En 1845, G. Aimé a conçu un instrument qu'il décrit comme un « anémomètre par réflexion » selon la méthode d'observation des nuages inventée en 1842 par Wartmann et Bravais. Le nom néphoscope fut donné à un tel appareil par C. Braun en 1864 qui en est généralement connu comme l'inventeur. Cependant, de nombreuses formes de similaires ont été inventées et utilisées avant Braun dont en 1851 le « nuage-miroir » de Goddard et en 1855 la « boussole réfléchissant les nuages » de Stevenson.
Par la suite des variantes ont été développées en 1870 par Marie Davy, en 1872 par Cecchi, en 1878 par Linss, en 1880 par Fornioni (le « néphodoscope »), en 1880 par Ley, en 1882 par Fineman, en 1896-97 par Besson, etc. Aux États-Unis, les techniques et les méthodes d'utilisation des néphoscopes ont été introduites par Cleveland Abbe dans un Traité en 1888.

## Fonctionnement
Il en existe plusieurs types selon la méthode utilisée : à grille, à miroir (ou de Fineman) et de Besson. Quel que soit l'instrument, le mouvement du nuage et sa vitesse angulaire sont notés et l'observateur déduit sa vitesse de déplacement s'il a mesuré antérieurement sa hauteur grâce à un autre instrument tel le célomètre ou le théodolite,.

### À grille

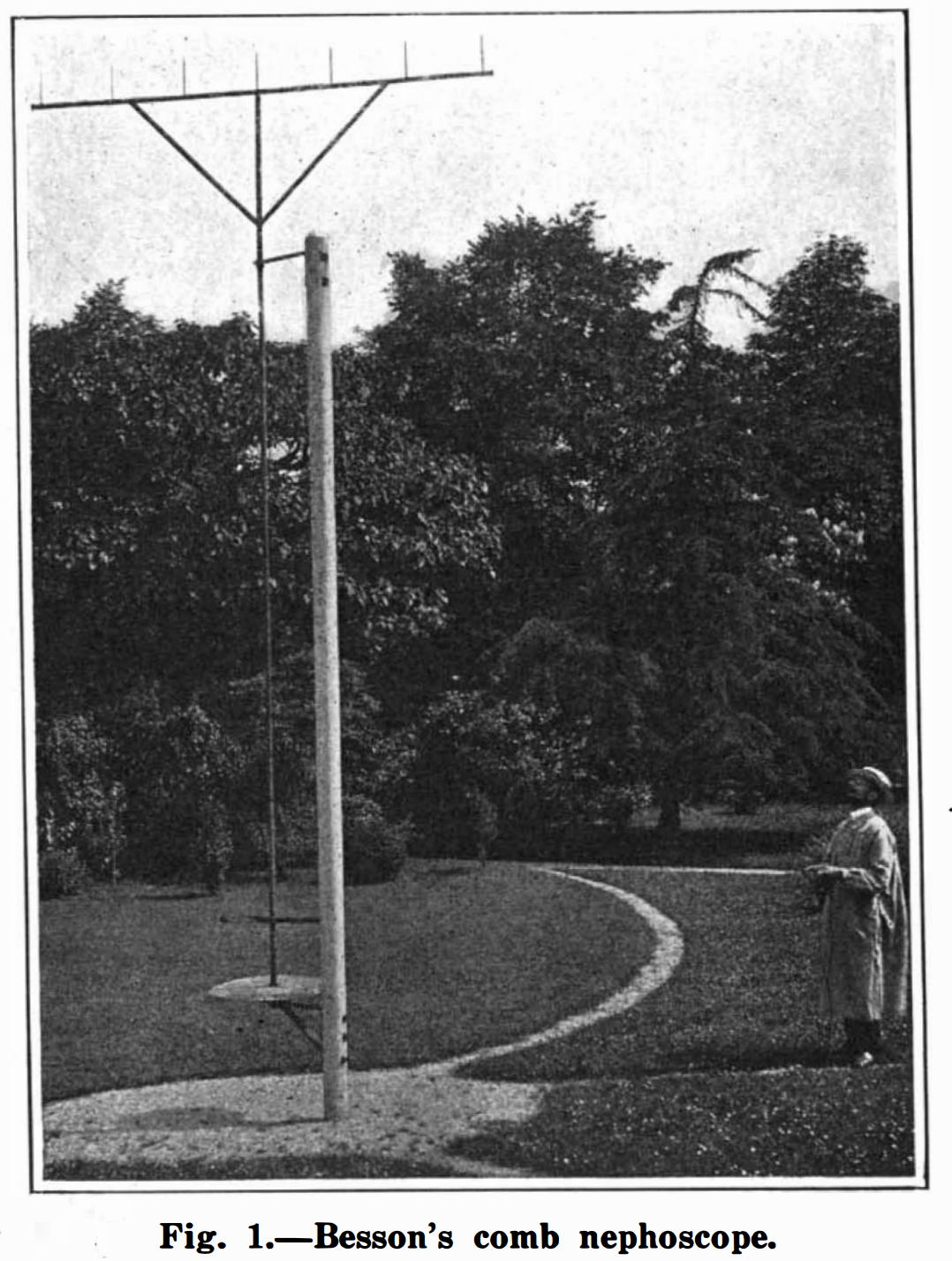
Néphoscope de Besson.

Le néphoscope à grille est formé de barres montées horizontalement à l'extrémité d'une colonne verticale et rendues libres de tourner autour de l'axe vertical,,. L'observateur fait tourner la grille et ajuste sa position jusqu'à ce qu'une caractéristique du nuage semble se déplacer le long de l'axe principal de la grille. L'angle d'azimut auquel la grille est définie est pris comme direction du mouvement des nuages et la vitesse est notée par le passage de points gradués sur la barre.

### De Besson
Une variante du néphoscope à grille est celle développée en 1897 par le météorologue Louis Besson. Dans ce néphoscope, la grille est remplacée par une herse. Des tiges verticales sont alignés de manière équidistante les unes des autres au bout d'une colonne qui peut bouger verticalement et qui peut être orientée en azimut. L'observateur déplace la herse jusqu'à ce que le nuage semble passer au sommet d'une tige à l'autre,,.

### À miroir ou de Fineman
Le néphoscope à miroir, ou de Fineman, a été proposé par Carl Gottfrid Fineman (sv) en 1889 dans sa thèse de doctorat intitulée « Le néphoscope à miroir et son utilisation dans l'observation des nuages » mais qu'il avait développé dès 1882. L'image des nuages est réfléchie par un miroir circulaire parallèle au sol et pointant vers le ciel. Autour du miroir se trouve une échelle graduée en degrés, donnant l'azimut, et un oculaire monté sur une trépied au-dessus du miroir. Ce dernier peut se déplacer entre l'horizontale et le zénith. L'observateur bouge l'oculaire jusqu'à ce que l'image du nuage se retrouve au centre du miroir et note ensuite le déplacement angulaire de son image par rapport au temps vers le bord du miroir; la direction de déplacement correspondant à l'azimut de sortie.